# Isabel Cerruti
Isabel Bertolucci Cerruti (São Paulo, batizada no dia 10 de outubro de 1886 - 1970) foi uma militante anarquista e anticlericalista ítalo-brasileira.

## Vida
Nasceu em São Paulo, e foi batizada no dia 10 de outubro de 1886 na Paróquia Bom Jesus. Filha do italiano Luiz Bertolucci e da brasileira Maria Ferreira da Silva. Cresceu em meio à comunidade italiana do bairro do Brás, local de moradia e convivio de seu pai. Ele nasceu em 1860, em Lucca, na Itália, e veio para São Paulo durante a primeira década da Primeira República, como a maioria dos imigrantes, Luigi, porém, se dedicou ao trabalho urbano, e não às lavouras de café como de costume. Casou com Maria Ferreira da Silva em 24 de setembro de 188, na mesma paróquia do Brás. O documento de certidão de casamentO afirma que ambos eram empregados domésticos.
De acordo com a pesquisadora Ana Claudia Ribas, Isabel frequentava com rigor o catolicismo, até entrar em contato com a cultura anarquista, ao entre 17 e 20 anos. Seu noivo Americo Cerruti teria sido importante no seu contato com o anarquismo. Segundo ela mesma:
“Quando menina, eu fui educada na religião católica. Mais tarde, quando o meu pensamento sentiu necessidade de mover-se ao encontro de novas verdades, fui indagar o que afirmavam outras religiões e travei conhecimento com o protestantismo. Não parando aí o meu desejo de investigação fui perscrutando mais adiante as diversas tendências filosóficas e sociais, detendo-me demoradamente a conhecer as afirmações do socialismo. [...] Sempre mais desprendendo o meu pensamento para a frente, acabei adotando o anarquismo, que me satisfez plenamente quanto aos meus sentimentos e desejo de felicidade para mim e para os meus semelhantes.”
Isabel passou à contribuir com diversos período libertários, cumprindo um papel propagandistico notável, com ênfase na crítica anticlerical. Durante a Greve Geral de 1917, iniciou campanhas de solidariedade financeira às familias engajadas. Foi uma dedicada defensora da educação libertária entre a classe trabalhadora:
Ao envez de serem tão assiduos nos cinemas ou nas sociedades recreativas, reunam-se em suas casas e syndicatos, e estudem a questão social através dos livros ou dos jornaes de propaganda. Leiam para os que não o sabem [...] O que importa é diminuir a ignorancia. A medida que decresce a ignorancia, enfraquece a força dos nossos adversarios. E poderemos assim; sem tanto derrame de sangue innocente, marchar para a conquista do nosso ideal: Para todos, com equidade, os patrimônios das Sciencias e da natureza. (CERRUTI, Isabel. Exhortação aos operários. A Plebe, 24 maio, 1919, p.4)
Por sua militância Isabel sofria a vigilância do Estado, e temia por sua integridade e pelas ameaças que a comunidade imigrante italiana em geral sofria, na qual ela estava fortemente engajada, dado que participou de associações e jornais políticos da comunidade proletária ítalo-brasileira como o Lega Lombarda. Também teve forte inserção na organizaçao sindical feminina, principalmente em sindicatos da indústria textil, em que trabalhava, não se sabe se em fábricas ou a partir de casa, no modelo típico da época.
Recusou convites para se filiar ao partido comunista, criticando a experiência socialista que se desenvolvia na Rússia e que ditava a política do partido:
“[...] Poderiamos fazer obra puramente proletária sem nos orientarmos pela Russia; pois, ao que se sabe, a Russia não satisfizera os ideais plenos de liberdade para os seus operários. Demais a mais, na Russia, vigora, ainda, após dezessete anos de governo “proletário”, o sistema de troca dos produtos pelo dinheiro [...]” (CERRUTI, Isabel. Perigo de hegemonia da Rússia. A Plebe, 28 abr. 1934, p. 3).
Mantinha assim a sua defesa da Revolução social antiautoritária do anarquismo:
“[...] Todos com os mesmos deveres e todos com os mesmos direitos. Sem comandantes e sem comandados. Obedecendo apenas, todos indistintamente, à lei imperiosa da necessidade do trabalho e do direito à vida.” (CERRUTI, Isabel. Perigo de hegemonia da Rússia. A Plebe, 28 abr. 1934, p. 6).

## Referência
1. 1 2 3 4 5  de Almeida, Daniela Fernanda. "Isabel Bertolucci Cerruti: vida, trajetória política e escritos de uma mulher militante."